# True Love (песня Пинк)
«True Love» (в переводе с англ. — «Истинная любовь») — песня американской певицы Pink из её шестого студийного альбома The Truth About Love. Записана при участии британской певицы Лили Аллен. Авторами композиции выступили Pink, Лили Аллен и Грег Керстин. «True Love» была выпущена вторым промосинглом, после «Are We All We Are» в начале 2013 года. Данный трек выпущен исключительно для венгерского радио. 29 апреля 2013 года было объявлено, что песня будет выпущена в качестве четвертого сингла. Релиз сингла в США состоялся 15 июля 2013 , а в Великобритании — 22 июля.

## О песне
В конце февраля 2012 года Pink через Twitter объявила, что она ведет работу над шестым альбомом. В июне она выпустила видеообращение, что её новый сингл будет выпущен в июле 2012 года. После этого Pink выпустила «Try» и «Just Give Me a Reason» синглами. Певица рассказала, что «True Love» написана о её отношениях с Кэри Хартом и что лирика песни забавна. «True Love» стала третьей песней просочившейся в интернет, в тот же день что и «Here Comes The Weekend».
«True Love» выдержана в стиле поп-рок. Она была написана Pink, Грегом Керстином и Лили Аллен, продюсером песни выступил Керстин. Песня начинается со звучания клавишных и длится три минуты пятьдесят секунд.
Официальное лирикс-видео на неё было опубликовано на VEVO 12 сентября 2012 года. Каждый трек из стандартного издания The Truth About Love был выпущен с лирикс-видео.
Через Facebook Пинк оставила сообщение о том, что видео на песню будет выпущено 1 июля 2013 года. Однако видео на песню было выложено на сайте Direct Lyrics 30 июня.
Главными персонажами в клипе являются P!nk, её муж Керри Харт и их двухлетняя дочь Уиллоу. В видео отсутствует сюжет, в отличие от предыдущих её клипов на песни «Try» и «Just Give Me a Reason». Оно состоит из вставок концертных выступлений, семейных видео, съемок в гримерке и анимированных кадров. Сама Pink объяснила отсутствие сюжета в клипе нехваткой времени, так как она находилась в своем концертном турне The Truth About Love Tour. Также в видео присутствует и Лили Аллен, которой был отведен небольшой момент, в котором она режет овощи и бросает их в блендер.

## Участники записи
- Pink — композитор, вокал
- Lily Rose Cooper — композитор, вокал
- Greg Kurstin — композитор, продюсер, сведение, клавишные, гитара
- Jesse Shatkin — инженер

Информация взята из буклета к альбому The Truth About Love

## Участие в чартах
| Чарт (2012-13)                             | Высшая позиция |
| ------------------------------------------ | -------------- |
| Австралия (ARIA)                           | 5              |
| Австрия (Ö3 Austria Top 40)                | 30             |
| Бельгия/Фландрия (Ultratip Bubbling Under) | 3              |
| Бельгия/Валлония (Ultratip Bubbling Under) | 4              |
| Канада (Billboard Canadian Hot 100)        | 20             |
| Чехия (Rádio — Top 100)                    | 5              |
| Франция (SNEP)                             | 52             |
| Германия (GfK)                             | 43             |
| Hungary (Rádiós Top 40)                    | 33             |
| Ирландия (IRMA)                            | 23             |
| Netherlands (Dutch Top 40)                 | 19             |
| Новая Зеландия (Recorded Music NZ)         | 14             |
| Шотландия (OCC Scotland)                   | 11             |
| Словакия (Rádio — Top 100)                 | 27             |
| Швейцария (Schweizer Hitparade)            | 50             |
| Великобритания (OCC UK Singles)            | 16             |
| США (Billboard Hot 100)                    | 53             |
| США (Billboard Pop Airplay)                | 22             |
| США (Billboard Adult Pop Airplay)          | 4              |
| США (Billboard Adult Contemporary)         | 19             |

## Релиз
| Страна         | Дата          | Формат                  |
| -------------- | ------------- | ----------------------- |
| США            | 15 июля, 2013 | Hot/Modern/AC radio     |
| Великобритания | 22 июля, 2013 | Impact day              |
| США            | 23 июля, 2013 | Top 40/Mainstream radio |